# Едмонд Кеосаян
Едмонд Гарегінович Кеосаян (вірм. Էդմոնդ Գարեգինի Քեոսայան; 9 жовтня 1936, Ленінакан, Вірменська РСР — 21 квітня 1994, Москва, Росія) — вірменський радянський кінорежисер і сценарист. Батько російського пропагандиста й актора Тиграна Кеосаяна.

## Життєпис
Навчався в Московському економічному інституті (1954—1956), Єреванському театральному інституті (1956—1958). У 1964 закінчив режисерський факультет ВДІКу (майстерня Юхима Дзигана). У режисурі дебютував короткометражним телефільмами, відзначеними на Міжнародних кінофестивалях («Драбина», Головний приз Міжнародного кінофестивалю в Монте-Карло, 1962; «Три години дороги», приз МКФ в Канні, 1963). В 1965 році екранізував п'єсу Анатолія Софронова «Куховарка», відкривши цією «колгоспною мелодрамою» для широкого глядача такі акторські імена як Світлана Світлична і Володимир Висоцький.
В 1966 році зробив другу екранізацію повісті Павла Бляхіна «Червоні чортенята» (перша була у 1923 від режисера Івана Перестіані). Картина стала характерним продуктом радянської масової культури.

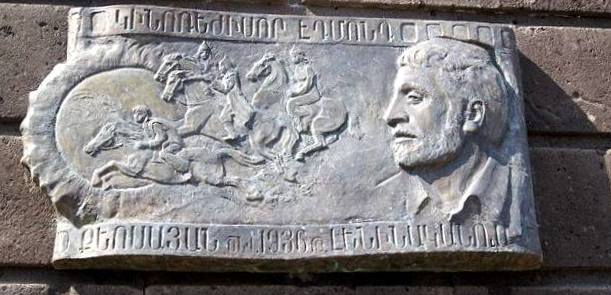
Меморіальна плита в Гюмрі

У 1970-х роках, після фактичного провалу фільму «Корона Російської імперії, або Знову невловимі» працюючи на «Арменфільмі», де звернувся до національної тематики. Найбільш відомим фільмом цього періоду стала психологічна драма «Коли настає вересень» (приз МКФ в Каїрі, 1975). Помітною роботою цього періоду також стала «Зірка надії».
З 1982 знову працював на «Мосфільмі», де поставив кіноповість «Десь плаче іволга» та драму «Знесіння».
Похований в Москві на Кунцевському кладовищі, 10-а дільниця.

## Фільмографія

### Режисерські роботи
- 1962 — Сходи
- 1963 — Три години дороги
- 1964 — Де ти тепер, Максиме?
- 1965 — Кухарка/ рос. Стряпуха
- 1966 — Невловимі месники
- 1968 — Нові пригоди невловимих
- 1971 — Корона Російської імперії, або Знову невловимі
- 1973 — Чоловіки
- 1974 — Ущелина покинутих казок
- 1976 — Коли настає вересень
- 1977 — Зірка надії
- 1979 — Легенда про скоморохів
- 1982 — Десь плаче іволга
- 1988 — Піднесення

### Сценарії
1. 1966 — Невловимі месники
2. 1968 — Нові пригоди невловимих
3. 1971 — Корона Російської імперії, або Знову невловимі
4. 1973 — Чоловіки
5. 1974 — Ущелина покинутих казок
6. 1976 — Коли настає вересень (у співавт.)
7. 1979 — Легенда про скоморохів
8. 1982 — Десь плаче іволга
9. 1988 — Піднесення

### Акторські роботи
1. 1964 — Де ти тепер, Максиме?
2. 1968 — Нові пригоди невловимих
3. 1971 — Корона Російської імперії, або Знову невловимі